# 火焰之纹章 纹章之谜
《火焰之纹章 纹章之谜》是一款由Intelligent Systems制作、任天堂發行的戰略角色扮演遊戲，適用於超級任天堂平臺上。這款遊戲是火焰之紋章系列的第三款作品，同時是首款发行於超級任天堂的作品。遊戲故事分為前後兩篇，前篇「第1部：暗黑戰争篇～暗黑龍與光之劍」為系列首作《火焰之紋章 暗黑龍與光之劍》的復刻版，而後篇「第2部：英雄戰爭篇～紋章之謎」則是接續前篇故事情節的新作。故事講述邪惡祭司卡涅夫及暗黑龍梅迪烏斯被擊敗後，阿卡奈亞大陸恢復了和平，而王子馬爾斯則著手重建他的祖國阿利提亞王國。另一方面，馬爾斯的盟友哈丁坐上了阿卡奈亞的王座後卻開始進行一連串的軍事擴張，迫使馬爾斯對抗他的老朋友和其部隊。遊戲玩法遵循系列傳統，每場戰鬥都在網格狀地圖上進行。
《火焰之纹章 纹章之谜》的開發工作始於1992年，而當時Intelligent Systems正開發《火焰之紋章外傳》。曾參與前作開發的工作人員（包括系列創作者加賀昭三及作曲家辻橫由佳）繼續擔任相同職位。儘管開發團隊在初期把《暗黑龍與光之劍》的復刻版及紋章之謎構想為兩個單獨的項目，但最終他們把兩者合併起來。遊戲系統及玩法拋棄了前作《外傳》所作出的改變，並用回原本的設定。同時，開發團隊降低了遊戲難度，以鼓勵新玩家接觸此遊戲系列。
《火焰之纹章 纹章之谜》於1994年1月21日發售，其遊戲玩法的改進及技術品質獲得了遊戲評論家的正面評價。本作發售後創下了系列首周銷量的最高紀錄，直至2012年才被《火焰之紋章 覺醒》打破。而截至2002年，遊戲錄得約776,338份的銷量，是當時系列銷量最高的作品。本作的衍生作品《BS火焰之紋章 阿卡內亞戰記》於1997年發行。另外，本作重製版《火焰之紋章 新·紋章之謎 ～光與影的英雄～》於2010年在任天堂DS平臺上推出。2017年，任天堂推出迷你超級任天堂，而本作則作為其中一款內建遊戲重新在日本發行。

## 玩法

遊戲內的戰鬥畫面

《火焰之紋章 紋章之謎》是一款戰略角色扮演遊戲，玩家會扮演《暗黑龍與光之劍》的主角馬爾斯，並率領他的軍隊在阿卡奈亞大陸各處執行任務。在每場戰鬥之間，角色們會在過場動畫內互相交談，從而推動故事的發展。遊戲內的每場戰鬥都在網格狀地圖上進行，而每張地圖都有着獨特的地形，例如山脈、河流、平原及森林。戰鬥系統採用回合制，以玩家單位、敵方單位及盟軍單位的排序進行。每一章節都有不同的勝利條件，包括清除所有敵人，或是鎮壓敵方某個特定據點。在本作中，角色的武器欄位及道具欄位是分開的，因此每個角色能最多持有四把武器及四件物品。另外，每個角色單位都有所屬的兵種，而該兵種則決定了角色能使用的武器種類、攻擊範圍及移動距離等。騎乘系角色可以選擇下馬，但此舉會改變角色的屬性及能力值，同時減少其移動範圍。但在部分室內地圖內，騎乘系角色則必須強制下馬，使他們成為在室內地圖內唯一使用長槍作武器的單位。游戏中新增舞娘职业，她可以让一个单位在一回合内行动两次，而这个职业也成为了后来的火焰之纹章系列游戏中不可缺少的一个职业。
當戰鬥開始時，屏幕上會出現一個單獨的畫面來顯示戰鬥狀況。角色的攻擊力取決於其力量及裝備之武器，而傷害則根據攻擊類型及敵方角色的物理和魔法防禦力來計算的。暴擊的傷害值是普通攻擊的三倍。角色會在每次戰鬥後獲得一定的經驗值作為獎勵，每累積至100時便會自動升級並會隨機提升能力數據，而等級及能力值上限為20。當玩家更改角色的兵種時，角色等級將會下降至等級1，但屬性則略有提高。遊戲設有支援系統，當兩個遊戲角色有著故事性關聯時（例如是成為戀人或朋友），角色的屬性（如攻擊力或閃避能力）將會提高。另外，遊戲設有運輸隊功能，由主角馬爾斯兼任，鄰近馬爾斯的角色可以存取補給品。

## 劇情
遊戲故事分為第1部「暗黑戰爭篇」及第2部「英雄戰爭篇」兩部分，而兩者都以阿卡奈亞大陸為背景。第1部故事是《火焰之紋章 暗黑龍與光之劍》的重製版。故事講述阿利提亞王國遭到鄰近國家襲擊，王子馬爾斯在姊姊艾莉絲的幫助順利逃脫並流亡到邊境之國塔利斯，但姊姊卻被俘虜。為了復興祖國及救回被俘擄的姊姊，馬爾斯必須拉攏其他勢力來對抗多魯亞帝國的軍隊，以及擊敗邪惡祭司卡涅夫及暗黑龍梅迪烏斯。在征途上，馬爾斯結識了不同的朋友並與眾多勢力結盟，包括塔利斯的希達公主、奧利安王國的哈丁公爵、阿卡奈亞王國的妮娜公主、馬其頓王國的米奈娃公主及白之賢者加托等。此外，馬爾斯先在妮娜公主手上獲得了阿卡奈亞王室的寶物「火焰紋章」，後來亦奪回一度被卡涅夫帶走的聖劍法爾西昂。之後，手持「火焰紋章」及法爾西昂的馬爾斯率領同盟軍攻入多魯亞城，並消滅了梅迪烏斯，讓大陸重歸和平。事件告一段落後，馬爾斯把「火焰紋章」交還予阿卡奈亞王室，而哈丁公爵則與妮娜公主成婚，並成為了阿卡奈亞王國的國王。
第2部「英雄戰爭篇」發生在第1部的兩年後。故事講述阿卡奈亞的國王哈丁進行一連串的軍事擴張，並軍事佔領了鄰國，而馬爾斯的軍隊亦被強制征召。正當馬爾斯懷疑自己在哈丁的計劃內所扮演的角色時，哈丁稱他為阿卡奈亞的「叛徒」，並派遣部隊追擊他及相關人等。馬爾斯及其部隊在逃離追擊後，從妮娜公主的使者手上接過「火焰紋章」，並前往魔道之都卡達因鄰近地區與賢者加托會面。加托指哈丁已被卡涅夫的黑暗寶珠控制了心智，只有光之寶珠的力量才能與其抗衡並拯救哈丁。於是，馬爾斯在加托的囑咐下，前往大陸各地尋找光之寶珠以及其他三个宝珠：生命寶珠、地之寶珠以及星之寶珠，當中星之寶珠必須透過收集星之碎片來重新製成。及後，為了把哈丁從瘋狂中解放出來，馬爾斯決定率領軍隊攻擊阿卡奈亞王國。在成功擊敗哈丁後，馬爾斯等人繳獲他所持有的黑暗寶珠，而他亦在恢復神智後向馬爾斯道歉，但在戰鬥時受了重傷的他最終不治而亡。如果此時玩家仍未集齊五顆寶珠，遊戲將會在此結束，馬爾斯會相信卡涅夫已被擊敗，並很快會與梅迪烏斯展開另一場戰鬥。相反，如果玩家成功集齊五顆寶珠，馬爾斯將會把它們鑲嵌在盾牌「火焰紋章」上，並解放其真正力量，而此時盾牌的稱呼將會改為「封印之盾」。
之後，加托與馬爾斯等人會合，告知他卡涅夫綁架了數位女祭司，並企圖利用她們作為復活梅迪烏斯的祭品，當中包括妮娜公主及馬爾斯的姊姊艾莉絲。馬爾斯隨後率領軍隊前往卡涅夫進行儀式的古老神廟，先後解決了卡涅夫、奪回聖劍法爾西昂及解救了女祭司們，但梅迪烏斯仍然成功復活。復活後的梅迪烏斯化身為一條黑暗巨龍，不過它最終仍被手持聖劍法爾西昂及封印之盾的馬爾斯再次擊敗。事件過後，阿卡奈亞大陸再度恢復和平，妮娜公主讓出了大陸的王權後便失去行蹤，而馬爾斯則與希達成婚，並成為了這塊大陸的統治者。

## 開發及發行
遊戲的開發工作由火焰之紋章系列的開發商Intelligent Systems負責，而發行商任天堂則擔任監督工作。1992年，Intelligent Systems在開發《火焰之紋章外傳》的同時展開了本作的開發工作，連同生產則用了將近3年時間。系列創作者加賀昭三以遊戲設計師及編劇的身份回歸，而寺崎啟祐及橫井軍平則分別擔任遊戲總監及製作人。遊戲角色設計主要由小屋勝義負責，而他後來亦在《火焰之紋章 聖戰之系譜》擔任相關工作。遊戲音樂主要由作曲家辻橫由佳負責，她亦與音效設計師葛目將也一同創作遊戲的原聲音樂。辻橫由佳後來表示，在她曾參與製作的所有火焰之紋章系列遊戲內，她尤其喜愛本作。
硬件性能的增強使開發團隊能夠扩充遊戲內容并提高圖形質量。同時為吸引新玩家購買遊戲，開發團隊降低了遊戲難度。在出現了《外傳》的非常規遊戲玩法後，開發團隊選擇回到原點，重新採用《暗黑龍與光之劍》的傳統遊戲玩法，遊戲故事亦專注於描述馬爾斯而非《外傳》角色。遊戲原本只包含原始故事內容，但考慮到部分玩家可能沒有遊玩過《暗黑龍與光之劍》，開發團隊決定在遊戲內加入該作的升級版本。而另一個提議則是把遊戲分為重製版的《暗黑龍與光之劍》及《紋章之謎》兩個部分，並各自發行。由於儲存空間有限，開發團隊需要削減原版《暗黑龍與光之劍》內的部分角色。另外，開發團隊還縮減了馬爾斯與希達之間的浪漫情節，使其變為像《外傳》內類似情節一样的精煉版。遊戲与系列首作一样把故事背景設定於阿卡奈亞大陸，而系列象徵「火焰之紋章」則以一面鑲嵌了五種魔法寶石且具有神秘力量的盾牌登場。根據加賀昭三的說法，《紋章之謎》本來是最後一款以阿卡奈亞大陸為背景的遊戲，但後來的《火焰之紋章 覺醒》亦使用了相關設定。《火焰之紋章 覺醒》於2012年發行，故事背景設定於《暗黑龍與光之劍》的1000年後。
1994年1月21日，遊戲於日本國內發行，適用於超級任天堂平台。本作是首款適用於超級任天堂的火焰之紋章系列遊戲，同時是首款使用24Mb卡匣的遊戲。後來，任天堂分別在2006年12月26日、2013年4月27日及2016年6月22日透過Virtual Console釋出了對應Wii、Wii U及新任天堂3DS的遊戲版本。2017年10月5日，“迷你超级任天堂”游戏机在日本上市，其收录的21款超级任天堂游戏中包括本作。2020年9月23日，任天堂透過任天堂Switch線上服務釋出了對應任天堂Switch的遊戲版本。與早期的火焰之紋章系列遊戲一樣，任天堂並未在西方世界發行本作，不過在2008年有遊戲粉絲發佈了修補程式，把遊戲故事完整地由日語翻譯為英語。

## 反响
| 媒体          | 得分  |
| ------------- | ----- |
| Nintendo Life | 8/10  |
| RPGamer       | 3.5/5 |
| Fami通        | 36/40 |

雖然沒有確實的數字，但遊戲是當時系列首週銷量最高的作品，直至2012年才被《火焰之紋章 覺醒》超越。截至2002年，遊戲已售出約77.6萬份，在當時為系列銷量最高的作品。
《FAMI通》的編輯在總體上對遊戲持正面態度，並讚揚遊戲的整體品質，以及對《暗黑龍與光之劍》的遊戲玩法和故事呈現手法的改進。Nintendo Life的干沙路·洛佩斯（Gonçalo Lopes）讚揚遊戲的總體敘述、技術改進及玩法，並稱在該系列眾多作品之中，本作是其中一款最「傑出且純淨」的作品，而與其他超級任天堂的戰略角色扮演遊戲相比更是傑作。
RPGamer的邁克·莫恩克（Mike Moehnke）指故事很好但未到最好，特別是因為遊戲有一部份是重製了《暗黑龍與光之劍》。他表示自己享受遊戲並稱讚「下馬」這一設計，又指出遊戲的感覺像先驅者，為中後期的系列遊戲帶來更多及更完善的機制。另外，他又指本作作為一款超級任天堂遊戲，其圖形效果給人印象不深，反而戰鬥動畫的質素較好。在遊戲音樂方面，他指遊戲的第1部重複使用同一首戰鬥主題曲，但第2部則有著更多的的變化，亦不會重用第1部的音樂。相比起第1部有點無聊的音樂，他表示第2部最後一章的主題曲更令人印象深刻。總括而言，遊戲值得系列粉絲們的追捧，但其語言問題及後來系列的發展則降低了遊戲的吸引力。
電擊Online的編輯在遊戲的20週年紀念之时，認為它不論在該系列中，还是在戰略角色扮演遊戲類型中，都是一款優秀作品。後來，Destructoid更把遊戲列為五款火焰之紋章系列最佳遊戲的其中之一。

## 影響

### 動畫
1996年，Studio Fantasia把遊戲改編為原創動畫錄影帶，並先後在同年1月26日及4月26日發行2卷。但因銷量不盡理想，Studio Fantasia未有製作續集。動畫主角馬爾斯由綠川光配音，而他後來亦在後續作品及其他跨界媒體（如任天堂明星大亂鬥系列）繼續為該角色配音。1997年，動畫的英語版本於北美地區發行，由A.D. Vision負責本地化工作，相比遊戲《火焰之紋章 烈火之劍》的本地化還早了6年。

### 《BS火焰之紋章》
1997年，任天堂在發行《火焰之紋章 聖戰之系譜》後接著發行了《BS火焰之紋章 阿卡內亞戰記》。這款遊戲同樣是戰略角色扮演遊戲，由Intelligent Systems開發，並被設定為《暗黑龍與光之劍》與本作的前傳。遊戲分為四部分，分別在1997年9月至10月之間于Satellaview發行，玩家需在指定日子及時間內通過BS-X衛星下載遊戲。雖然遊戲採用與其他系列遊戲相同的戰略遊戲方式，但玩家需要在三個小時內擊倒一波又一波的敵人。遊戲由加賀昭三擔任總監及設計師，而辻橫由佳則擔任音樂創作及音響監督。角色設計由新加入的鈴木理華負責，而她後來亦為《火焰之紋章 覺醒》繪製角色插畫。遊戲的開發團隊使用了與開發本作同樣的技術。另外，遊戲拥有角色配音，透過衛星廣播實時播放。这也是系列第一次拥有角色配音。
任天堂分別在1997年9月28日、10月5日、10月12日及10月19日發行了四話內容。由於發行方法奇特且Satellaview已经停止運作，自衛星廣播後此遊戲變得非常稀有，玩家若想再次遊玩則需要寻找安裝了此遊戲的卡帶。但即使擁有卡帶，玩家亦無法獲得在當時經由衛星廣播的音頻。雖然《BS火焰之紋章 阿卡內亞戰記》是火焰之紋章系列的一部分，並且严格来说是第五款作品，但它通常不會被列入遊戲主系列內，反而被當作是本作的延伸。儘管遊戲已被列入火焰之紋章系列的正統時間表，但它仍被視為系列的「非正統」遊戲。

### 重製
2010年，任天堂在任天堂DS平台發行了遊戲的重製版本《火焰之紋章 新·紋章之謎 ～光與影的英雄～》。遊戲系統基於同樣发行於任天堂DS的首作重製版《火焰之紋章 新·暗黑龍與光之劍》，並增設了一名可供玩家自行創作的主角，讓玩家代入角色並與馬爾斯一行人並肩作戰。除了原作內容之外，開發團隊還把《BS火焰之纹章 阿卡内亚战记》改編為四個額外的故事情節，並新增至重製版遊戲內。這亦是Intelligent Systems与任天堂首次重新發行Satellaview平臺的遊戲。